# 禹喜珍
禹喜珍（韓語：우희진，1975年5月24日—），又譯于熙珍，韓國女演員。

## 演艺经历
1987年，禹喜珍以特别錄取形式參與拍攝MBC電視台的《朝鲜王朝500年》進入娛樂圈。她在1994年出演電視劇《Feeling!》，飾演清純的大學生女主角孔宥莉，展現了出眾的美貌而受到了大量女性粉絲的嫉妒和男性粉絲的喜愛。通過這部電視劇，她躋身明星行列，之後在人氣很高的情景喜劇《三男三女》中擔任主角，度過了她的人氣高峰。雖然她的人氣持續時間不長，但是在2002年時，她出演的林成漢編劇的《人魚小姐》，引起了巨大的反響，再次向大眾展現了自己的存在感。之後，她漸退居二線，穩定地出演日日連續劇的主角角色，並持續參演迷你劇的配角。

## 演出作品

### 電視劇
- 1987年 MBC《朝鲜王朝500年-仁顯王后》飾 端懿王后沈氏
- 1993年 KBS 《為了愛情》
- 1993年 KBS 《早上好!榮洞》
- 1994年 KBS 《Feeling!》
- 1995年 KBS 《好男人好女人》
- 1995年 MBC 《戰爭與愛情》飾 朴銀珠
- 1996年 MBC 《紫斑鮁魚》
- 1996年 SBS 《三男三女》飾 熙珍
- 1997年 MBC 《第三號男人》
- 1999年 KBS 《出頭御史》
- 2000年 SBS 《錢.com》
- 2000年 MBC 《節日前夜的城市》
- 2000年 SBS 《千禧年電視劇世界 早間1部》
- 2000年 SBS 《千禧年電視劇世界 早間2部》
- 2001年 KBS 《克拉姆的好事》飾 殷房蔚
- 2002年 MBC 《背叛愛情》飾 殷禮英
- 2003年 MBC 《離婚的華爾茲》
- 2003年 SBS 《狎鷗亭宗家》飾 女律師
- 2005年 MBC 《季節2》 飾 第18回—男歌手與女詩人
- 2005年 SBS 《看花的女子》飾 朴東智
- 2005年 MBC 《赤腳的青春》飾 閔汝珍
- 2006年 MBC 《精彩的一天》飾 金知英
- 2006年 KBS 《請用笑臉回望》飾 李希真
- 2007年 KBS 《可以相愛》
- 2009年 tvN 《三個男人》
- 2010年 SBS 《人生多美麗》飾 梁智慧
- 2011年 KBS 《相信男人》飾 金華京
- 2013年 KBS 《過山南村2》飾 崔英姬
- 2013年 SBS 《熱愛》飾 楊惠淑
- 2013年 KBS 《Drama Special－提起放下》飾 李恩紅
- 2014年 MBC 《來了！張寶利》飾 李正蘭
- 2014年 KBS 《Healer》飾 姜敏在
- 2015年 MBC 《像你的女兒》飾 馬智星
- 2016年 MBC 《好人》飾 尹貞媛
- 2016年 MBC 《月之戀人－步步驚心：麗》飾 吳尚宮
- 2017年 KBS 《七日的王妃》飾 廢妃尹氏
- 2017年 MBC 《小偷傢伙，小偷大人》飾 朴善真
- 2018年 SBS 《我也是媽媽啊》飾 崔景晨
- 2019年 KBS 《僅此一次的愛情》飾 鄭有美
- 2020年 SBS 《你喜歡布拉姆斯嗎》飾 鄭景善
- 2021年 tvN 《某一天滅亡來到我家門前》 飾 姜秀雅/姜秀子
- 2021年 KBS 《達利和馬鈴薯湯》 飾 宋思奉
- 2023年 SBS 《與惡魔有約》飾到曦媽（特別出演）
- 2024年 KBS 《幻像戀歌》 飾 青明妃

### 電影
- 1994年《幼年的戀人》 飾演 金允熙
- 2000年《Coming out》
- 2012年《南營洞1985》

## 獎項
- 1996年：MBC演技大獎－優秀表演獎（三男三女）
- 2002年：MBC演技大獎－連續劇部分優秀女主角獎（人魚小姐）